# 변화구
변화구(變化球) 또는 브레이킹 볼(Breaking Ball)은 야구의 투구나 배구의 서브에서 비행하는 공의 진행 방향이 변화하는 공으로, 일반적으로 야구에서 공이 어떤 방향으로 움직여서 타자가 치기 어려운 구종을 가리킨다.

## 특징
타자가 변화구를 상대로 유효한 장타를 내기 힘들다. 속도가 느려 방망이에 맞았을 때의 반동이 적고, 움직임이 있어 정확히 맞추기 힘들기 때문이다. 투수는 변화구로 타자의 타이밍을 빼앗기도 하고 헛스윙을 유도하기도 한다. 아무리 속구가 강력하다고 해도 던지는 구종이 단조로우면 타자 입장에서는 빠른 공에도 곧 적응하며 쉽게 공략하게 된다. 그러므로 좋은 투수가 되기 위해서는 적절한 변화구 구사도 할 수 있어야 한다.
변화구는 자칫 투수 본인의 몸 또한 균형을 깨뜨리기도 하므로 큰 무리가 가지 않도록 해야 하며, 이런 이유 때문에 유소년 선수들에게는 변화구 훈련을 하지 않도록 하고 있다.

## 종류
- 슬라이더
투수의 팔 반대 방향으로 휘어지는 구종이다. 오른손 투수가 던지면 오른손 타자의 몸 바깥쪽으로 휜다.

- 포크볼
속구처럼 보이지만, 타자 앞에서 갑자기 아래로 떨어지는 구종.

- 서클 체인지업
체인지업은 본디 공의 움직임이 없고 속구와는 속도만 다른 공이지만, 서클 체인지업에는 움직임이 있어 변화구로도 분류된다. 일반적인 체인지업과 비슷하나, 약간 옆으로 휘어진다. 메이저 리그 베이스볼 애틀랜타 브레이브스의 톰 글래빈이나 메이저 리그 베이스볼 로스엔젤레스 다저스의 류현진 (현 한화 이글스) 등이 이 구종을 구사한다.
- 커브
가장 기본적인 변화구중 하나로,위에서 아래로 떨어지며,포심패스트볼과 구속차이가 많이 난다.
- 슬러브
커브와 슬라이더를 합친 변화구다.
- 파워커브
커브의 종류.하지만 커브보다 더 빠르고 낙차도 크다.